# Чонгак (станция метро)
«Чонгак» (кор. 종각역) — станция Сеульского метро на Первой (основная, Сеул метро 1) линии.
Она представлена двумя боковыми платформами. Станция обслуживается корпорацией Сеул Метро (Seoul Metro). Расположена в кварталах Чонно 1-га и Чонно-Чихэ района Чонногу города Сеул (Республика Корея). На станции установлены платформенные раздвижные двери.
На Первой линии поезда Кёнвон экспресс (GWː Gyeongwon) обслуживают станцию; Кёнкин экспресс (GI: Gyeongin), Кёнбусон красный экспресс (GB: Gyeongbu red express), Кёнбусон зелёный экспресс (SC: Gyeongbu green express) не обслуживают станцию.
Пассажиропоток — на 1 линии 92 954 чел/день (на 2013 год)
.